# 马恩河畔松库尔
马恩河畔松库尔（法語：Soncourt-sur-Marne，法語發音：[sɔ̃kuʁ syʁ maʁn]）是法国上马恩省的一个市镇，位于该省中北部，马恩河左岸，属于肖蒙区。

## 地理
马恩河畔松库尔（48°15'9"N, 5°6'51"E）面积13.63 平方千米，位于法国大東部大區上马恩省，该省份为法国东北部内陆省份，北起马恩省和默兹省，西接奥布省，西南接科多尔省，东南接上索恩省，东临孚日省。
与马恩河畔松库尔接壤的市镇（或旧市镇、城区）包括：马尔贝维尔、奥尔穆瓦-莱塞克斯方丹、乌丹库尔、维耶维尔、维尼奥里、武埃库尔、弗兰库尔。

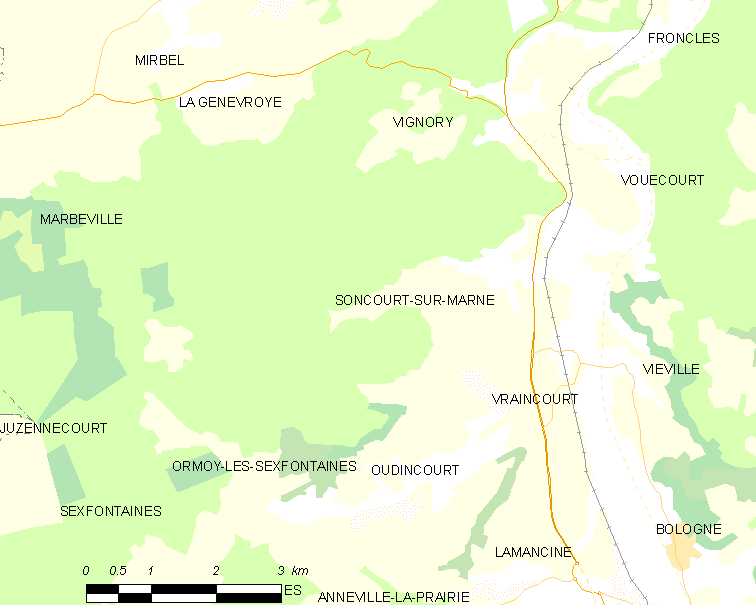
马恩河畔松库尔的OSM定位图

马恩河畔松库尔的时区为UTC+01:00、UTC+02:00（夏令时）。

## 行政
马恩河畔松库尔的邮政编码为52320，INSEE市镇编码为52480。

## 政治
马恩河畔松库尔所属的省级选区为博洛涅县。

## 人口

1962-2008年间马恩河畔松库尔人口变化图示

马恩河畔松库尔于2022年1月1日时的人口数量为330人。